# La Ferté-Saint-Cyr

La Ferté-Saint-Cyr este o comună în departamentul Loir-et-Cher, Franța. În 1 ianuarie 2022 avea o populație de 1.078 de locuitori.